# Стационе Вецкија (Бреша)
Стационе Вецкија је насеље у Италији у округу Бреша, региону Ломбардија.
Према процени из 2011. у насељу је живело 73 становника. Насеље се налази на надморској висини од 210 м.